# Partido Operário Galego
O Partido Operário Galego (POG) foi um partido galego. Fundado em Outubro de 1977, teve origem na divisão do Bloco Nacional Popular Galego (BNPG). O POG foi liderado por Camilo Nogueira e Xan López Facal. Os fundadores do POG viram a autonomia como o primeiro passo em direção ao autogoverno galego. O POG atraiu membros de diversos partidos, como os do Movimento Comunista da Galiza, Partido dos Socialistas da Galiza, Partido Comunista da Galiza, e do Partido Trabalhista da Espanha.
Em seu máximo contingente, o POG possuía cerca de 200 membros, sediados principalmente em Vigo e Santiago de Compostela.
Nas eleições Gerais e Municipais de 1979, o POG formou parte da coalizão Unidade Galega. No plebiscito do Estatuto Galego de 1980, o POG apoiou o voto em branco.
Em dezembro de 1980, refundou-se como Esquerda Galega.